# Схаувен-Дёйвеланд
Схаувен-Дёйвеланд (нидерл. Schouwen-Duiveland, зел. Schouwen-Duveland) — остров и расположенная на нём община в провинции Зеландия (Нидерланды). Административный центр — Зирикзе. По данным на 2013 год население общины составляло 33 873 человек (2013). Схаувен-Дёйвеланд соединён с соседним островом-общиной Норд-Бевеланд Зеландским мостом — самым длинными мостом в Европе с 1965 по 1972 год, и самым длинным мостом Нидерландов с 1965 года по настоящее время

## История
Остров сформировался путём постепенного слияния четырёх островов: Схаувен, Дёйвеланд, Дрейсхор и Бомменеде. Община Схаувен-Дёйвеланд была создана 1 января 1997 года путём объединения общин Брауверсхавен, Брёйниссе, Дёйвеланд, Мидденсхаувен, Вестерсхаувен и Зирикзе.

## Состав
В состав общины Схаувен-Дёйвеланд входят следующие населённые пункты (в скобках — численность населения на 1 января 2011 года):
- Зирикзе (10 829)
- Бюрг-Хамстеде (4404)
- Брёйниссе (4076)
- Ньиверкерк (2692)
- Остерланд (2360)
- Ренессе (1592)
- Брауверсхавен (1423)
- Схарендейке (1318)
- Керкверве (1029)
- Дрейсхор (1006)
- Зоннемайре (763)
- Нордгауве (754)
- Ауверкерк (648)
- Сирьянсланд (355)
- Эллемет (338)
- Нордвелле (318)
- Сероскерке (302)